# Francho Nagore Laín
Francho Nagore Laín (Saragossa, 1951) és un filòleg i autor en aragonès. Com a filòleg és en part responsable del renaixement de l'aragonès com a llengua pròpia en època moderna. Durant la dictadura de Franco, existia una tendència a considerar la llengua aragonesa com un dialecte rural i tosc del castellà, sense personalitat pròpia. Nagore realitzà una tesina sobre el pandicuto (dialecte de la llengua aragonesa propi de Panticosa i la Vall de Tena) en la qual va concloure que existia una llengua diferenciada del castellà a l'Alt Aragó, l'aragonès, amb grans similituds gramaticals entre els diferents dialectes que queden disseminats en el territori altaragonès.
La seva tesi doctoral va versar sobre la «Crònica de San Juan de la Peña» («Coronica de Sant Chuan d'a Peña»), una de les principals obres en aragonès del segle xiv. En 1977 va publicar la primera gramàtica de l'aragonès i els llibres A bida, a obra y a fabla de Cleto Torrodellas (1981), El aragonés de Panticosa: Gramática (1986), Replega de testos en aragonés dialeutal de o sieglo XX (1987), Fuens lesicograficas de l'Aragonés. Catálogo de repertorios lesicograficos aragoneses dende o sieglo XVII dica 1998 (1998) i Los territorios lingüísticos en Aragón (2001).
Com a escriptor en llengua aragonesa han de citar-se els llibres de poesia Sospiros de l'aire (1971), Cutiano agüerro (1977), Purnas en a zenisa (1984), Baxo a molsa (1999), Astí bi son (2018) i Os zeños d'a tardada (2019).
Nagore és un dels fundadors el 1976 del Consello d'a Fabla Aragonesa, associació de caràcter cultural, de la qual ha estat president fins a l'any 2004. També va presidir el primer Congreso ta ra normalización de l'aragonès organitzat pel Consello i altres associacions en 1987, en el qual es van consensuar i van aprovar unes normes ortogràfiques d'ús en totes les varietats de l'aragonès, a més d'en la koiné. Des del 2000 és vicepresident de l'Instituto de Estudios Altoaragoneses.

## Obres
- Gramática de la lengua aragonesa. Zaragoza, Librería General. (1977), [5ª edición, (1989)]
- El aragonés de Panticosa. Gramática. Huesca, Instituto de Estudios Altoaragoneses. (1986)
- Replega de testos en aragonés dialeutal de o sieglo XX. Zaragoza, DGA. (1987)
- El aragonés hoy. Informe sobre la situación actual de la lengua aragonesa. Huesca, Publicazions d'o Consello d'a Fabla Aragonesa, (1989) [en colaboración con Chesús Gimeno Vallés]
- Fuens lesicograficas de l'Aragonés. Catálogo de repertorios lesicograficos aragoneses dende o sieglo XVII dica 1998.Huesca, Instituto de Estudios Altoaragoneses. (1998)
- Bibliografía sobre aragonés y catalán, lenguas minoritarias de Aragón. Zaragoza, Consejo de la Juventud de Aragón. (1999)
- Endize de bocables de l'aragonés, seguntes os repertorios lésicos de lugars y redoladas de l'Alto Aragón. (dir.) Huesca, Instituto de Estudios Altoaragoneses. (1999)
- Os territorios lingüísticos en Aragón. Zaragoza, Rolde de Estudios Aragoneses. (2001)
- El aragonés del siglo XIV. Según el texto de la Crónica de San Juan de la Peña. Huesca, Instituto de Estudios Altoaragoneses. (2003)
- Foratata. Antolochía de testos en aragonés de l'Alto Galligo (Ó. Latas & F. Nagore, editors). Huesca, Consello d'a Fabla Aragonesa. (2007)
- Francisco Otín y Duaso: Discurso leído ante la Real Academia Española de Arqueología y Geografía, 1868 (Edición e introducción de Francho Nagore Laín). Zaragoza, Aladrada Ediciones / Instituto de Estudios Altoaragoneses. (2011)
- Lingüistica diatopica de l'Alto Aragón. Cómo ye l'aragonés de cada puesto: carauteristicas, bibliografía, testos, mapas. Huesca, Consello d'a Fabla Aragonesa / Instituto de Estudios Altoaragoneses. (2013)
- O charrar d'a chen de Uesca. Bocabulario e rechistro decumental de l'aragonés d'a ziudá de Uesca e a redolada. Huesca, Consello d'a Fabla Aragonesa. (2020)
- Vocabulario de la Crónica de San Juan de la Peña (versión aragonesa, s. XIV), Zaragoza, Prensas de la Universidad de Zaragoza. (2021)